# Самоцвіти (ВІА)
Самоцвіти — радянський і російський вокально-інструментальний ансамбль (ВІА). Творець і беззмінний керівник — Народний артист Росії Юрій Маліков. Серед відомих пісень є: «Відвезу тебе в тундру», «Моя адреса — Радянський Союз», «Там, за хмарами», «Все життя попереду», «Не повторюється таке ніколи», "Все, що в житті є у мене", «Екіпаж — одна сім'я», «Шкільний бал» (вик. Валентин Д'яконов), «Якщо будемо ми удвох» (вик. Анатолій Могилевський), «Верба».

## Склад групи
- Олена Преснякова — заслужена артистка Росії. Солістка з кінця 1975 року та по теперішній час. До «Самоцвітів» мала великий досвід роботи на естраді, виступаючи в різних ансамблях. У 1975 році разом з чоловіком Володимиром Пресняковим була запрошена Юрієм Маліковим в ансамбль «Самоцвіти», в якому працює по теперішній час. У 2002 році їй було присвоєно звання «Заслужена артистка Росії».
- Олександр Нефьодов — професійний співак, в ансамблі «Самоцвіти» працює з 1980 року. Закінчив музичне училище ім. Іпполітова-Іванова. Прийшов в «Самоцвіти» з ВІА «Співають гітари» в 1980 р. як вокаліст. Грає на ритм-гітарі і на ударних інструментах. У період призупинення концертної діяльності «Самоцвітів» займався сольною кар'єрою. У 1992 році за опитуванням преси увійшов в десятку найкращих співаків країни.
- Олег Слєпцов — Свій творчий шлях розпочав у три роки з участі як моделі в показах радянських і французьких модельєрів під час фестивалю молоді і студентів в 1957 р. У 1960 р. знімався на студії «Мосфільм» у фільмі «Три години в дорозі». Закінчив музичне училище при московській консерваторії ім. Чайковського по класу фортепіано, Гнесинськоє музичне училище, академію мистецтв і аспірантуру по класу — естрадний вокал. У 1991 р. створив групу «Теле-поп-шоу», в якій брали участь: Джиммі Джі, містер Бос, Юла, Олексій Первушин. Паралельно працював в колективі Дмитра Малікова. З 1981 р. працює солістом ансамблю «Самоцвіти».
- Георгій Власенко — Випускник Харківської консерваторії по класу хорового диригування. Працював в популярних естрадних колективах СРСР. Активно бере участь у всіх аранжуваннях групи, грає на клавішних інструментах, є прекрасним репетитором. Роботу на професійній сцені почав в 1975 р в Білоруської філармонії в ансамблі співака В. Вуячича. З 1977 року працював в московських концертних програмах вар'єте. Займався записом музики до фільмів на студії «Мосфільм». З 1981 року працював в групі Стаса Наміна «Квіти» З 1987 р. по 1995 р. працював в ансамблях Лайми Вайкуле та Михайла Муромова. У групі «Самоцвіти» працював 1985 по 1987 роки. Повернувся в «Самоцвіти» в 1995 році.

## Дискографія
- 1973 — ВІА «САМОЦВІТИ»
- 1974 — У нас молодих
- 1981 — Шлях до серця
- 1985 — Прогноз погоди
- 1995 — Там за хмарами
- 1996 — Все, що в житті є у мене
- 1996 — Двадцять років потому
- 1997 — Ми стали іншими
- 2003 — Дзвіниця — зоряний ІМЕНА
- 2003 — Перше кохання — Зоряні ІМЕНА
- 2004 — Любовний настрій
- 2008 — «Самоцвіти» GRAND Collection
- 2009 — NEW Самоцвіти
- 2011 — «Самоцвіти» в оточенні зірок